# دیوید اولیور (ورزشکار)
 دیوید اولیور (انگلیسی: David Oliver؛ زاده ۲۴ آوریل ۱۹۸۲) یک ورزشکار اهل ایالات متحده آمریکا است.